# Conjunt de Mandelbrot

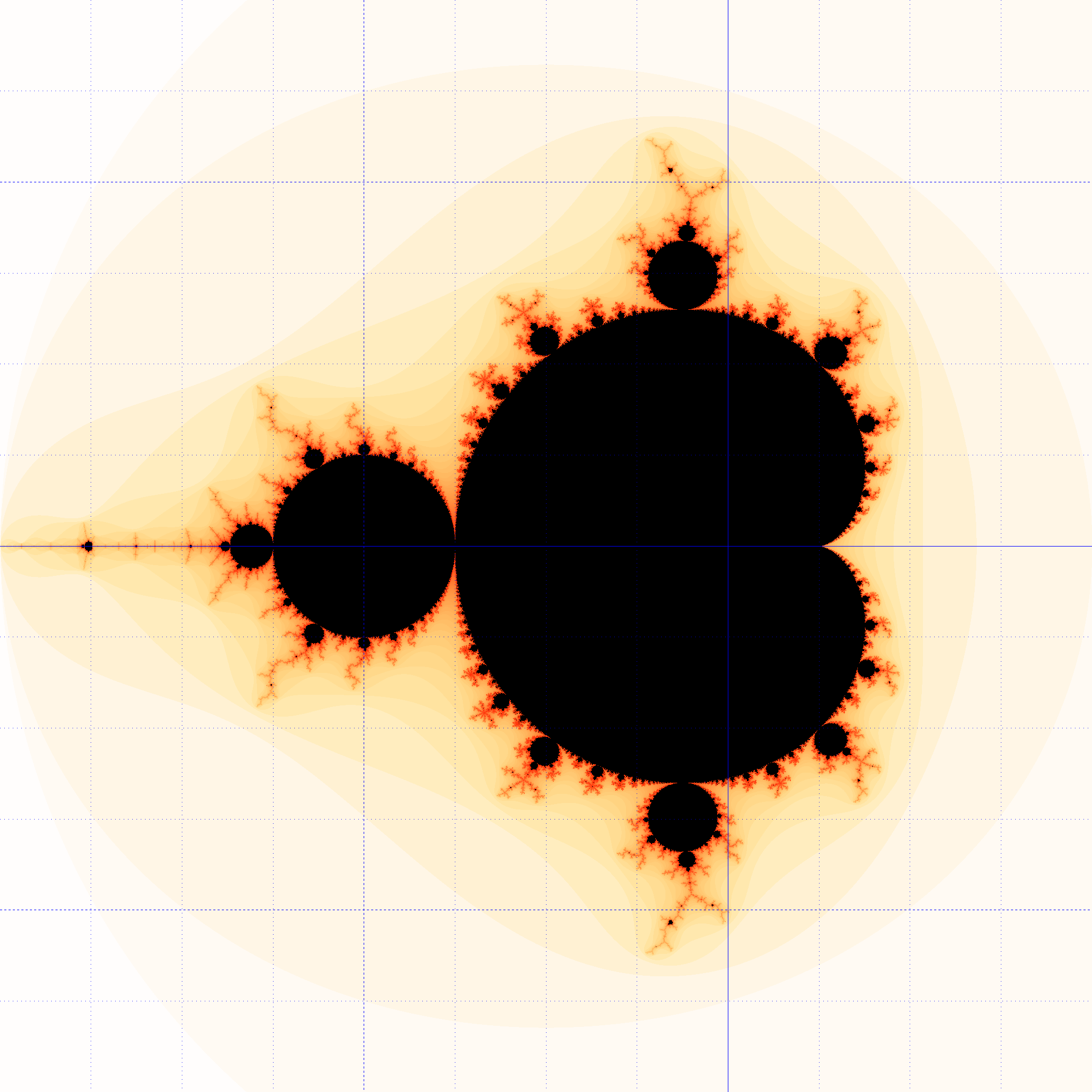
El conjunt de Mandelbrot.

En matemàtiques, es defineix el conjunt de Mandelbrot {\displaystyle M} com el lloc geomètric de connexitat de la família uniparamètrica de polinomis quadràtics següent:
És a dir, {\displaystyle M} és el subconjunt de punts {\displaystyle c} del pla complex per als quals el conjunt de Julia de {\displaystyle f_{c}} és connex.
El conjunt de Julia d'un polinomi és connex si i només si tots els seus punts crítics tenen òrbita fitada. Així, una manera equivalent de definir el conjunt de Mandelbrot és com el conjunt de paràmetres {\displaystyle c\,\in \,\mathbb {C} } tals que l'origen {\displaystyle 0} no tendeix a infinit sota la iteració de {\displaystyle f_{c}}:
Més enllà del seu interès matemàtic, aquest i d'altres conjunts derivats de l'estudi de sistemes dinàmics en variable complexa han esdevingut populars—per raons estètiques—gràcies al boom fractal ocorregut durant els darrers anys del segle XX i primers del segle xxi, ja que els ordinadors permeten dibuixar estructures (fractals) complicadíssimes a partir d'una senzilla fórmula matemàtica. En aquest sentit, cal esmentar els esforços de Benoît Mandelbrot, entre d'altres, per fer conèixer aquest camp de les matemàtiques al gran públic.

## Història
El conjunt de Mandelbrot és avui dia un dels principals objectes d'estudi de la dinàmica complexa. Aquesta branca de les matemàtiques neix cap a finals del segle xix amb els articles d'Ernst Schröder i Arthur Cayley sobre el mètode de Newton i d'altres algorismes per trobar arrels funcions (complexos), encara que no és fins al tombant de segle que Pierre Fatou i Gaston Julia impulsaran considerablement el camp amb estudis de funcions més generals.

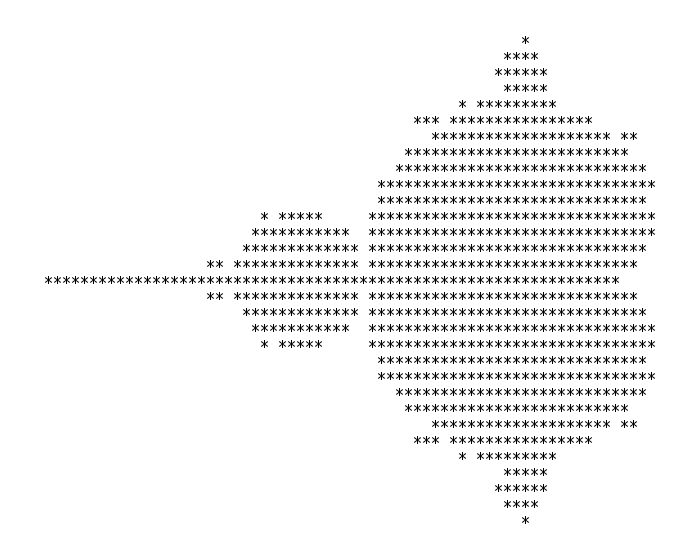
La primera aproximació al conjunt de Mandelbrot de Brooks i Matelski

Les primeres imatges del conjunt de Mandelbrot daten del 1978 i aparegueren en un article de Robert Brooks i Peter Matelski sobre grups de Klein. Posteriorment, Mandelbrot estudià l'espai de paràmetres de la família de funcions logístiques {\displaystyle \{\lambda z(1-z)\}_{\lambda \in \mathbb {C} }} en el seu article de 1980. No fou fins al 1982, no obstant, que els matemàtics Adrien Douady i John H. Hubbard començaren un estudi matemàtic rigorós del conjunt de Mandelbrot, tot establint-ne moltes de les propietats fonamentals que es coneixen actualment. Aquest estudi fou recollit en el que es coneix popularment com les Orsay Notes, una de les obres cabdals del tàndem Douady-Hubbard, que paradoxalment no es va arribar a publicar mai. També foren ells que per primera vegada utilitzaren la forma canònica {\displaystyle z^{2}+c} i que anomenaren el conjunt en honor de Mandelbrot, en desconèixer l'article de Brooks i Matelski.
El treball de Douady i Hubbard coincidí amb un gran creixement de l'interès per la dinàmica complexa, i l'estudi del conjunt de Mandelbrot ha estat des d'aleshores un dels objectes principals d'aquest camp. Seria fútil intentar fer una llista de tots els matemàtics que han contribuït al coneixement d'aquest conjunt, però tal llista inclouria sens dubte Mikhail Lyubich, Curtis McMullen, John Milnor, Mitsuhiro Shishikura i Jean-Christophe Yoccoz.

## Generalizations

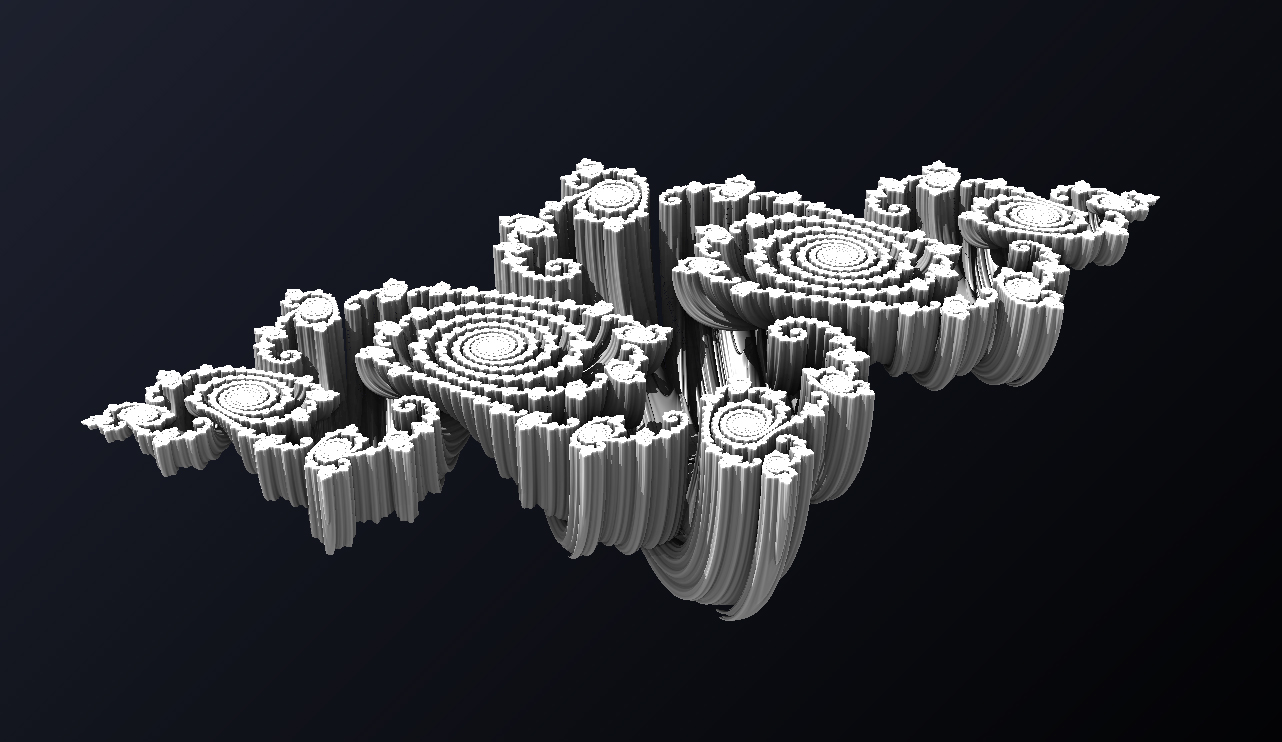
Un conjunt de Julia 4D es pot projectar o tallar en 3D, i per això també és possible un Mandelbrot 4D.

### Conjunts multibrot
Els conjunts multibrots són conjunts acotats que es troben en el pla complex per als membres de la família de recursions polinòmiques univariada mònica general
{\displaystyle z\mapsto z^{d}+c}.
Per a un enter d, aquests conjunts són llocs de connexió per als conjunts de Julia construïts a partir de la mateixa fórmula. També s'ha estudiat el lloc de connexió cúbic complet; aquí es considera la recursió de dos paràmetres {\displaystyle z\mapsto z^{3}+3kz+c}, els dos punts crítics són les arrels quadrades complexs del paràmetre k. Un paràmetre es troba en el lloc de connexió cúbic si els dos punts crítics són estables. Per a les famílies generals de funcions holomòrfiques, el límit del conjunt de Mandelbrot es generalitza al lloc de bifurcació.
El conjunt Multibrot s'obté variant el valor de l'exponent d. L'article té un vídeo que mostra el desenvolupament de d = 0 a 7, moment en què hi ha 6, és a dir, {\displaystyle (d-1)} lòbuls al voltant del perímetre. En general, quan d és un nombre enter positiu, la regió central de cadascun d'aquests conjunts és sempre una epicicloide de {\displaystyle (d-1)} cúspides. Un desenvolupament similar amb exponents integrals negatius dona lloc a esquerdes {\displaystyle (1-d)} a l'interior d'un anell, on la regió central principal del conjunt és un hipocicloide de {\displaystyle (1-d)} cúspides.

### Mides més altes
No hi ha una extensió perfecta del conjunt de Mandelbrot en 3D, perquè no hi ha cap anàleg 3D dels nombres complexos per poder repetir. Hi ha una extensió dels nombres complexos en 4 dimensions, els quaternions, que crea una extensió perfecta del conjunt de Mandelbrot i el conjunt de Julia en 4 dimensions. Aquests poden ser en secció transversal o projectat en una estructura 3D. El conjunt de Mandelbrot quaternió (de quatre dimensions) és simplement un sòlid de revolució del conjunt de Mandelbrot bidimensional (en el pla j-k) i, per tant, no és interessant mirar-lo. Prenent una secció transversal tridimensional a {\displaystyle d=0\ (q=a+bi+cj+dk)} resulta en un sòlid de revolució del conjunt de Mandelbrot bidimensional al voltant de l'eix real.

## Imatges fetes amb ordinadors digitals
Fins que no van aparèixer els primers ordinadors digitals no es va poder veure aquest fractal {\displaystyle z_{n+1}=z_{n}^{2}+c} en tota la seva complexitat.
En la sèrie que es detalla a sota es pot veure com millora la definició del fractal a mesura que augmentem el nombre d'iteracions. El punts que convergeixen després de N iteracions pertanyen al conjunt de Mandelbrot, i estan dibuixats de color groc pàl·lid. Els punts que escapen a l'infinit estan dibuixats amb una escala cromàtica que va del negre al gris, en funció del nombre d'iteracions necessàries. Com menys iteracions es necessiten, més negre.

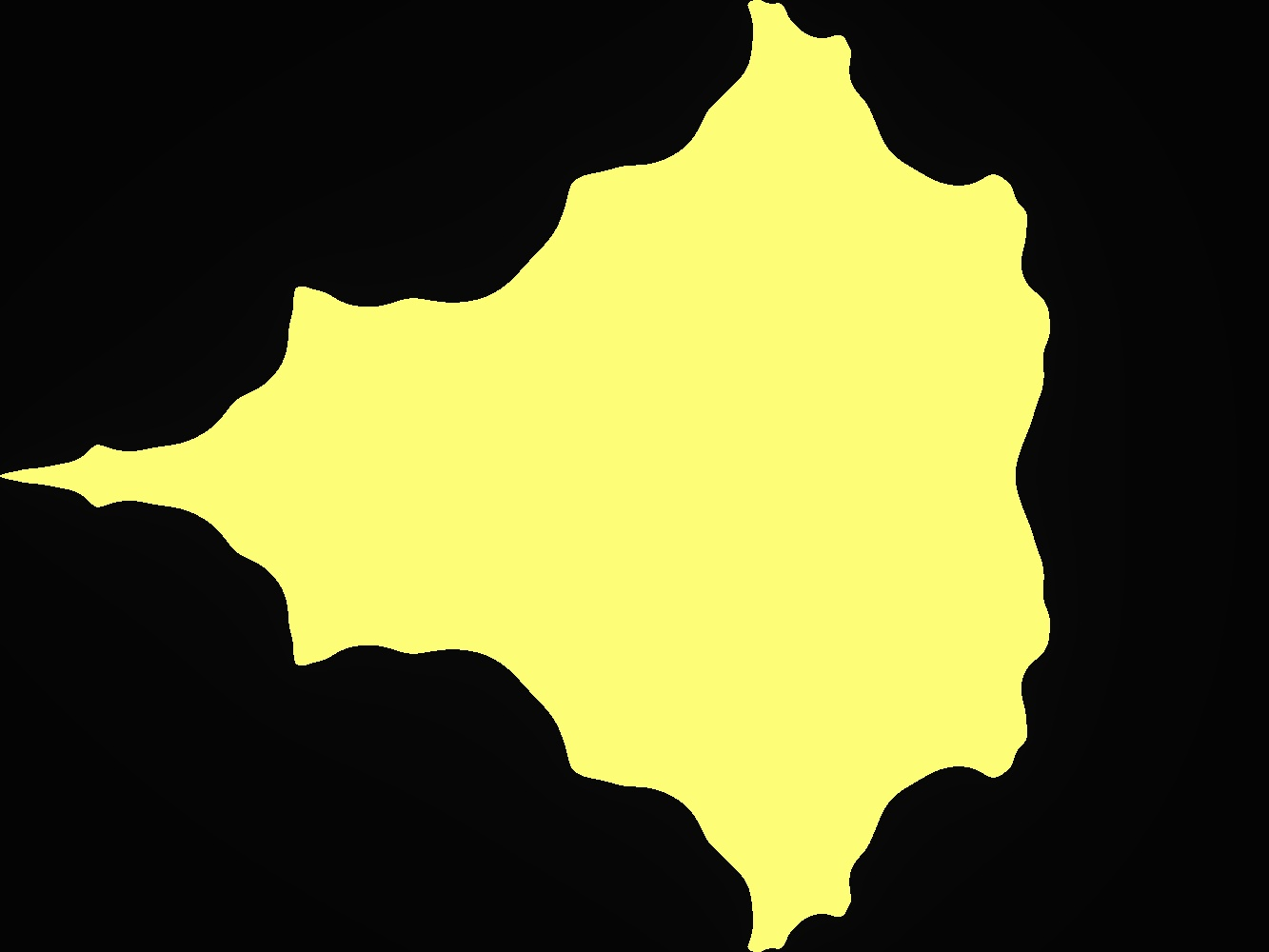
10 iteracions per pixel
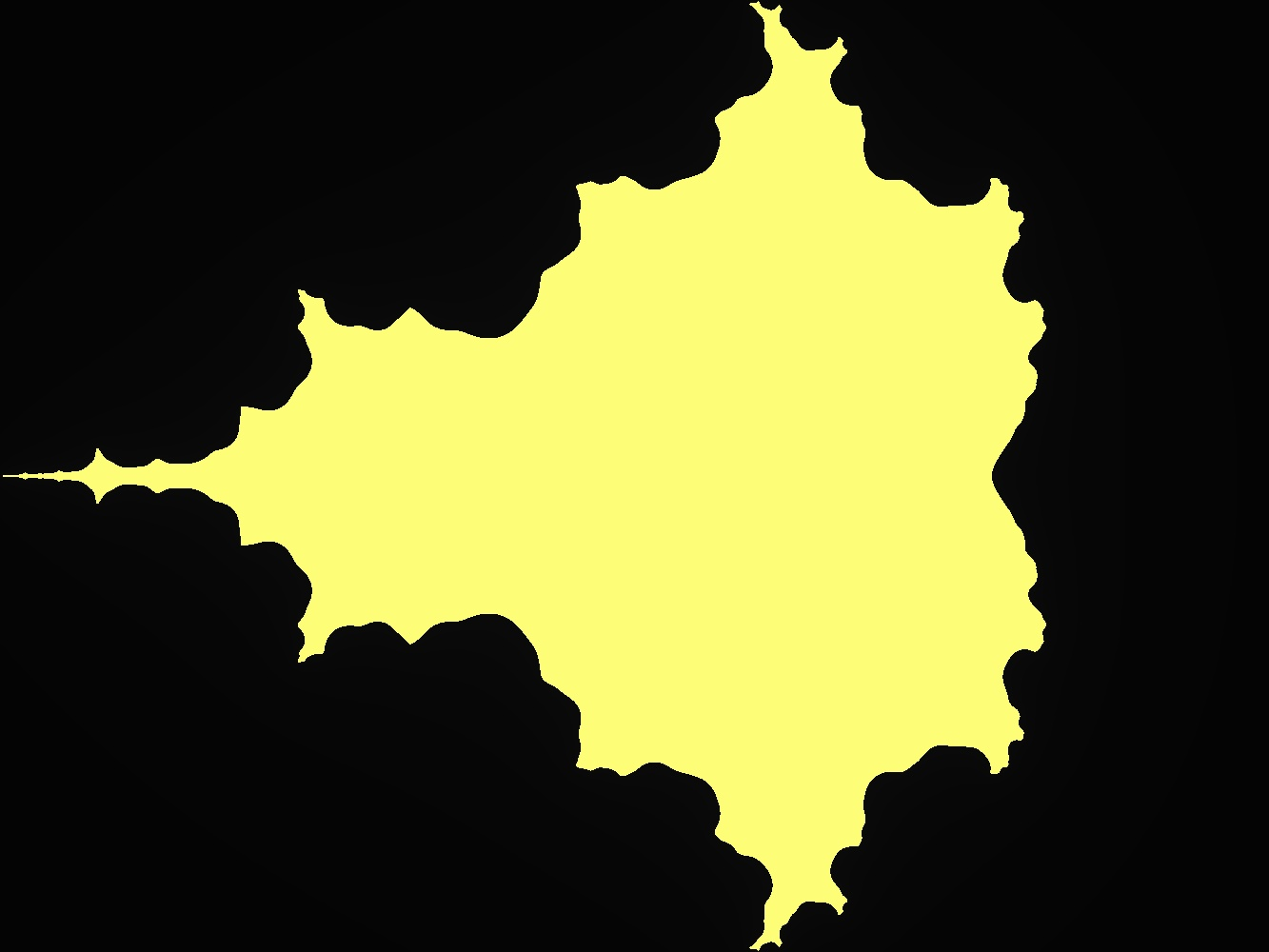
12 iteracions per pixel
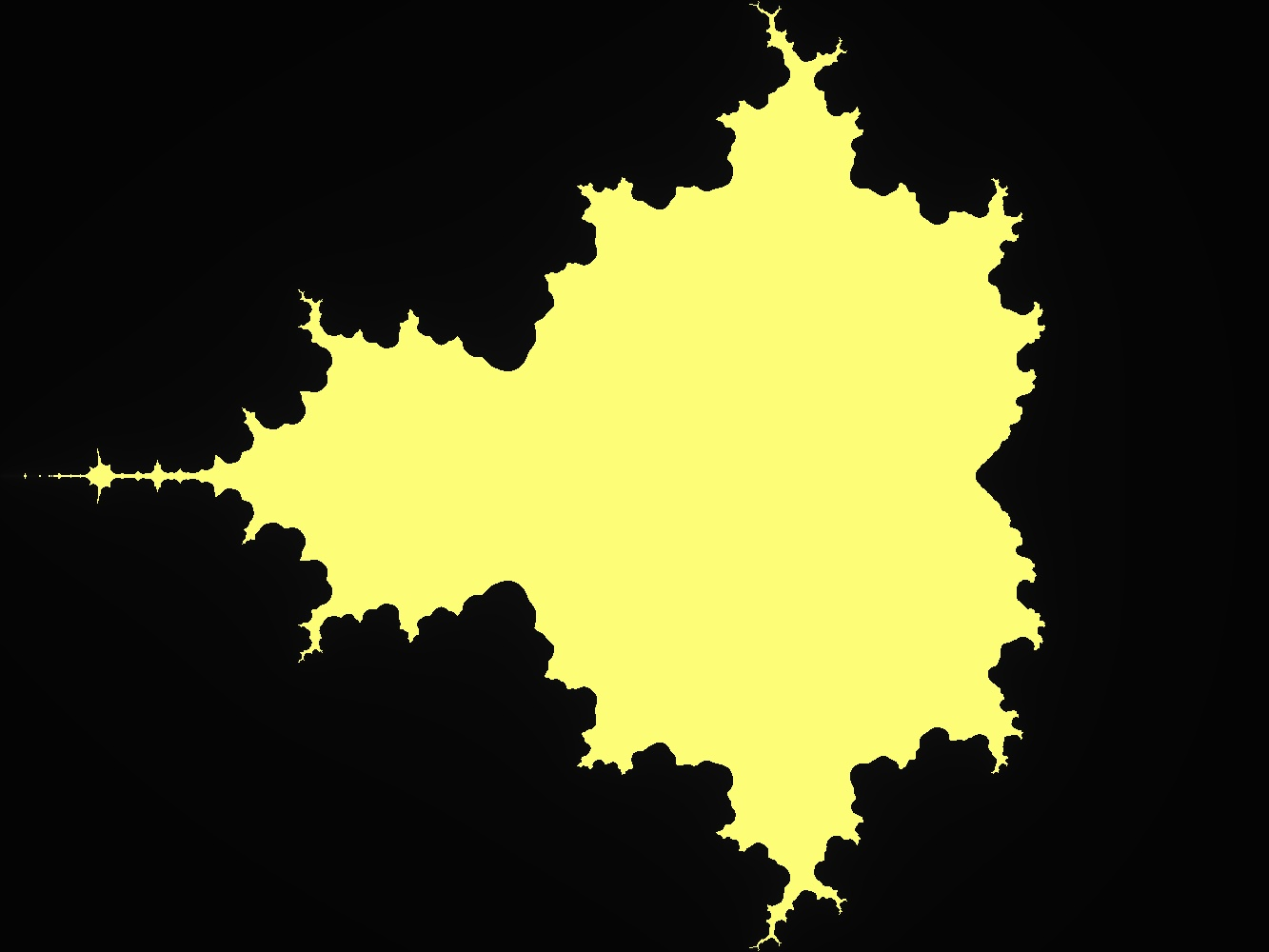
15 iteracions per pixel
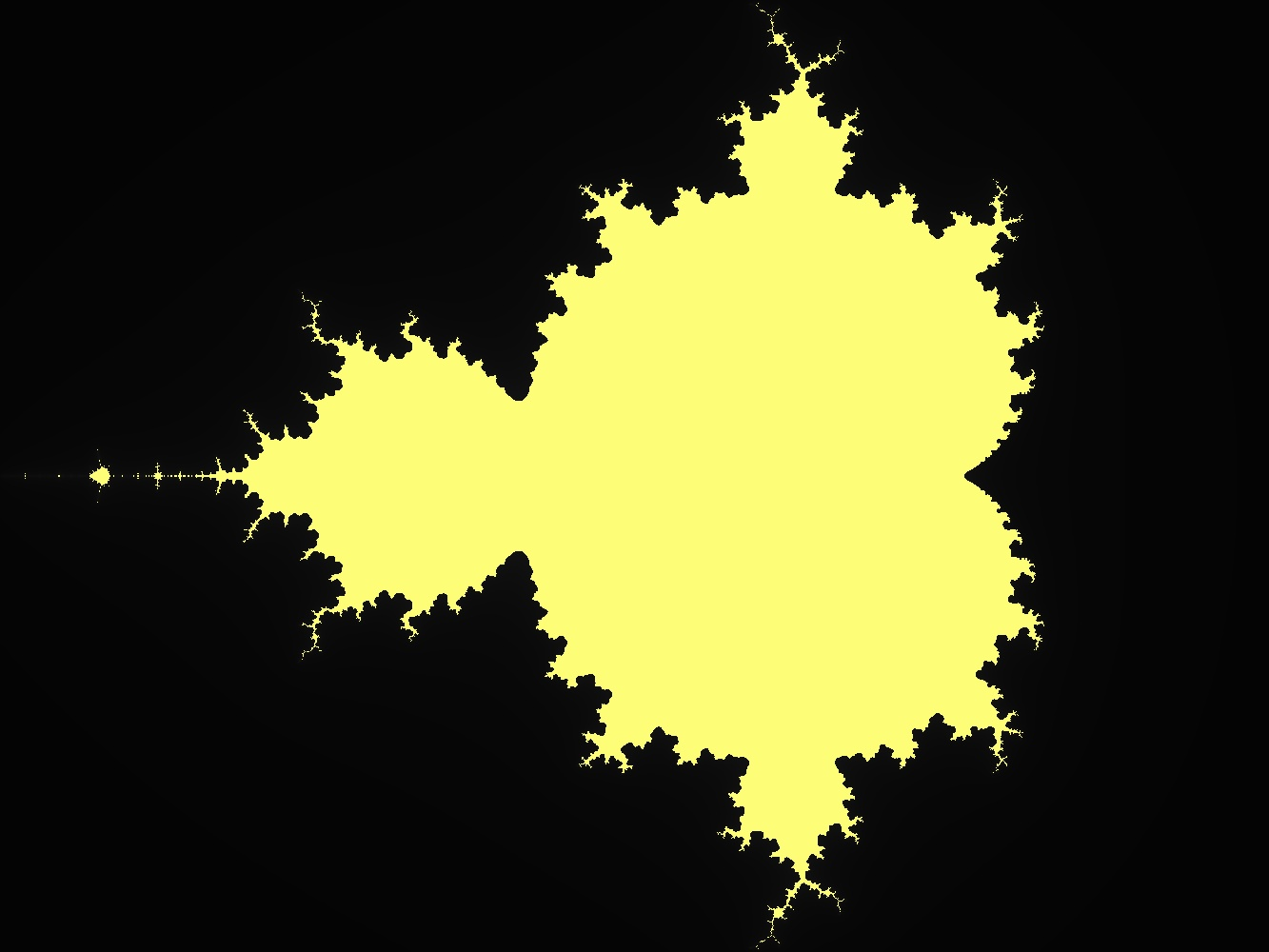
20 iteracions per pixel
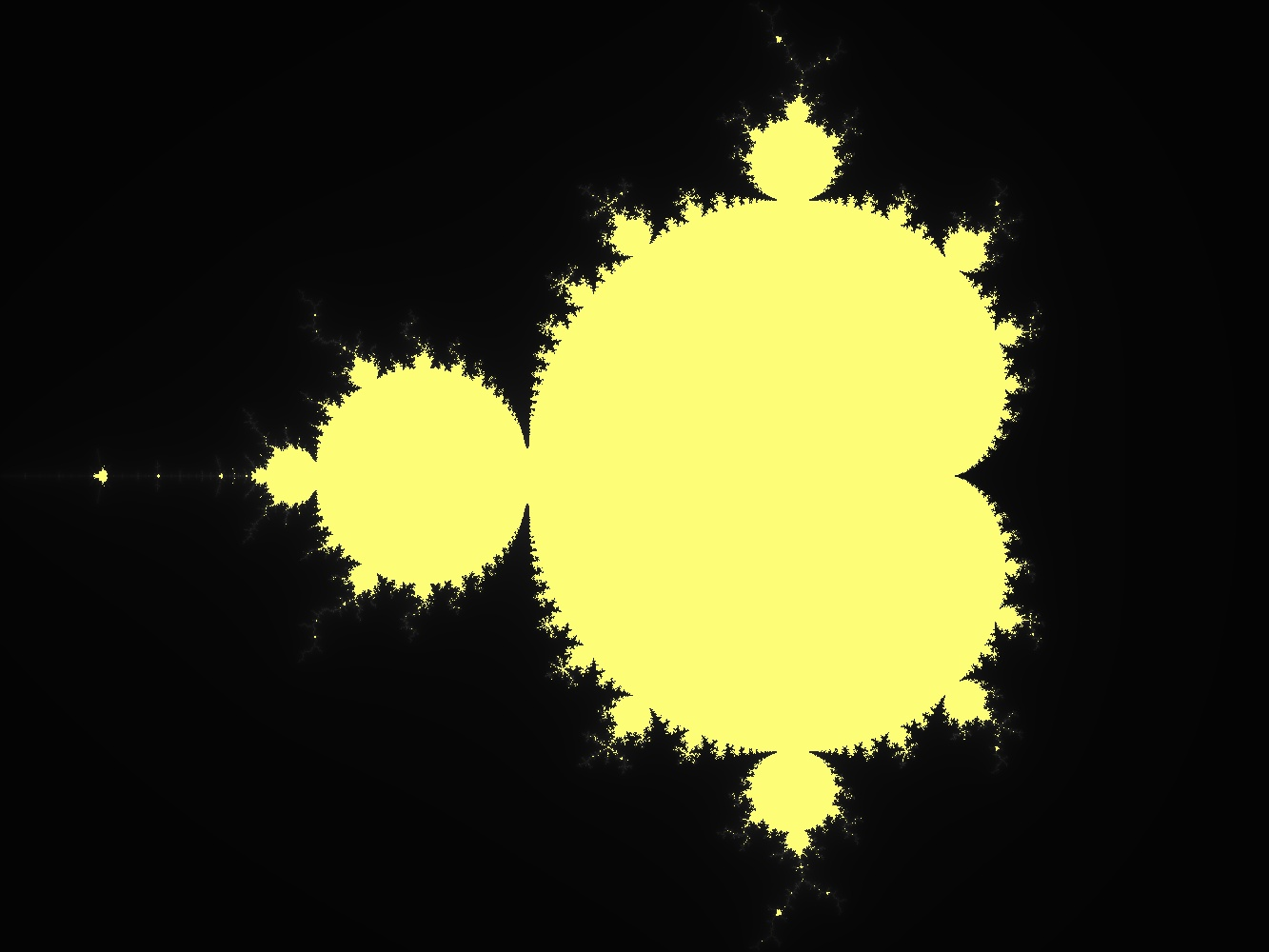
50 iteracions per pixel
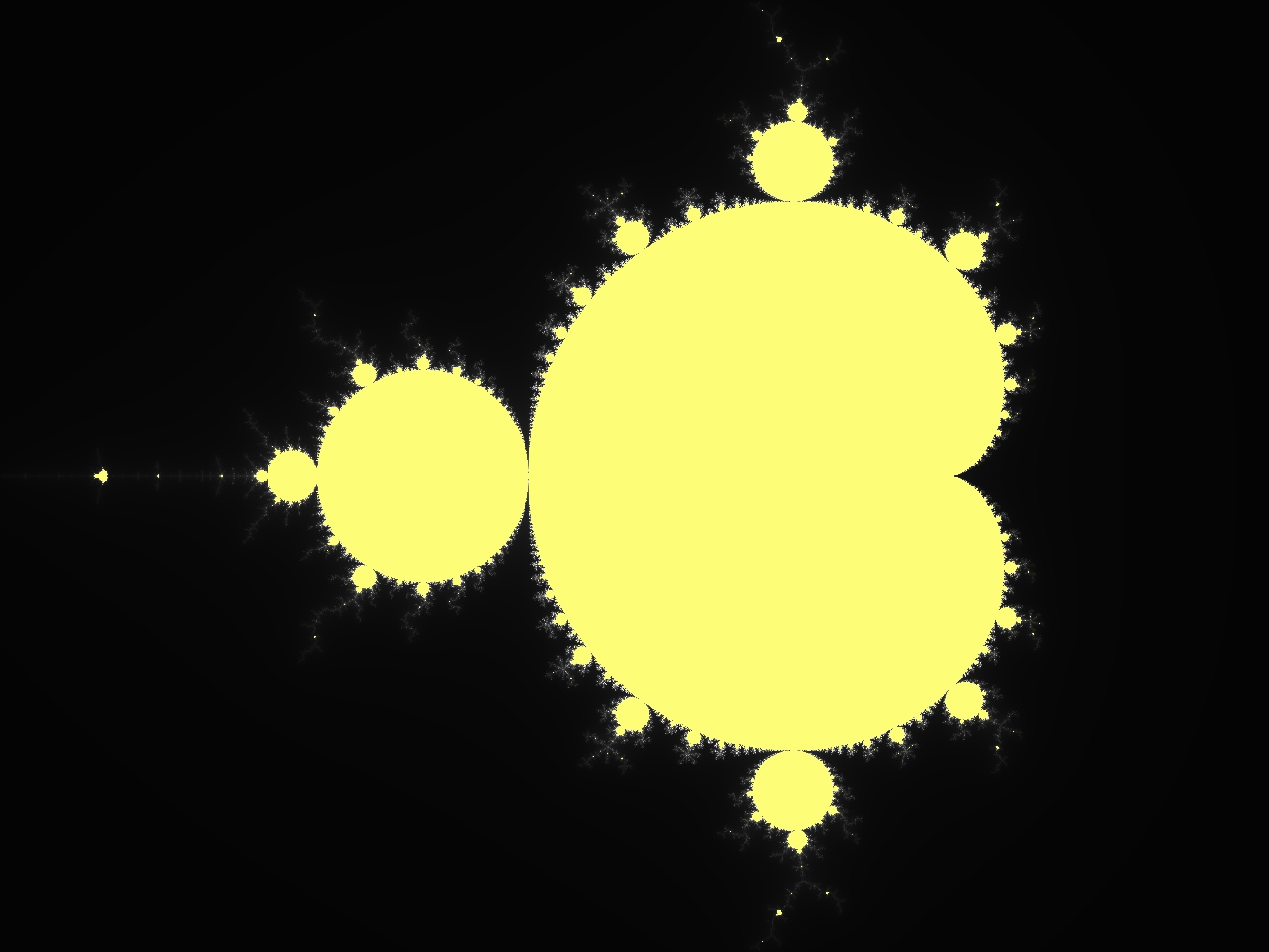
500 iteracions per pixel

El color de cada punt representa la rapidesa amb què els valors van arribar al punt d'escapada. Sovint s'utilitza el negre per mostrar valors que no s'escapa abans del límit d'iteració, i s'utilitzen colors gradualment més brillants per als punts que s'escapa. Això dona una representació visual de quants cicles es van requerir abans d'arribar a la condició d'escapament.
Per representar aquesta imatge, la regió del pla complex que estem considerant es subdivideix en un nombre determinat de píxels. Per acolorir qualsevol píxel, deixem {\displaystyle c} ser el punt mitjà d'aquest píxel. Itera el punt crític 0 sota {\displaystyle f_{c}}, comprovant a cada pas si el punt òrbita té un radi més gran que 2. Quan aquest és el cas, {\displaystyle c} no pertany al conjunt de Mandelbrot, i acoloreix el píxel segons el nombre d'iteracions utilitzades per esbrinar. En cas contrari, continueu iterant fins a un nombre fix de passos, després dels quals decidim que el nostre paràmetre es troba "probablement" al conjunt de Mandelbrot, o almenys molt a prop, i acolorim el píxel de negre.

## Propietats

### Propietats topològiques
El conjunt de Mandelbrot és compacte, connex i el seu complement també és connex. El seu interior, igual que qualsevol interior d'un subconjunt de {\displaystyle \mathbb {C} } no buit, resulta de la cardinalitat de {\displaystyle \mathbb {R} }, això és una conseqüència directa que la topologia usual a {\displaystyle \mathbb {C} } té una base d'oberts de cardinalitat no numerable = {\displaystyle 2^{\aleph _{0}}}.
La seva frontera té dimensió topològica 1 però dimensió de Hausdorff 2, la màxima possible en ser subconjunt del pla.